# Шориярви
Шориярви — пресноводное озеро на территории Куземского сельского поселения Кемского района Республики Карелии.

## Общие сведения
Площадь озера — 1,1 км². Располагается на высоте 68,3 метров над уровнем моря.
Форма озера продолговатая: оно несильно вытянуто с юго-запада на северо-восток. Берега изрезанные преимущественно заболоченные.
С юго-восточной стороны озера вытекает река Ундукса, впадающая в Белое море.
В озере расположен один небольшой остров без названия.
Населённые пункты и автодороги вблизи водоёма отсутствуют.
Код объекта в государственном водном реестре — 02020000711102000003382.